# (12032) Ivory
(12032) Ivory es un asteroide perteneciente al cinturón de asteroides descubierto por Paul G. Comba el 31 de enero de 1997 desde el Observatorio de Prescott.

## Designación y nombre
Designado provisionalmente como 1997 BP5, fue nombrado en honor a James Ivory (1765-1842), matemático escocés y profesor del Royal Military College, publicó más de noventa artículos sobre diversos problemas matemático-físicos, incluida la atracción de elipsoides, las órbitas de los cometas, la refracción atmosférica y el equilibrio de los cuerpos fluidos.

## Características orbitales
(12032) Ivory está situado a una distancia media de 2,373 ua, pudiendo alejarse un máximo de 2,806 ua y acercarse un máximo de 1,940 ua. Tiene una excentricidad de 0,182.

## Características físicas
(12032) Ivory tiene una magnitud absoluta de 15,73.